# Metaxa

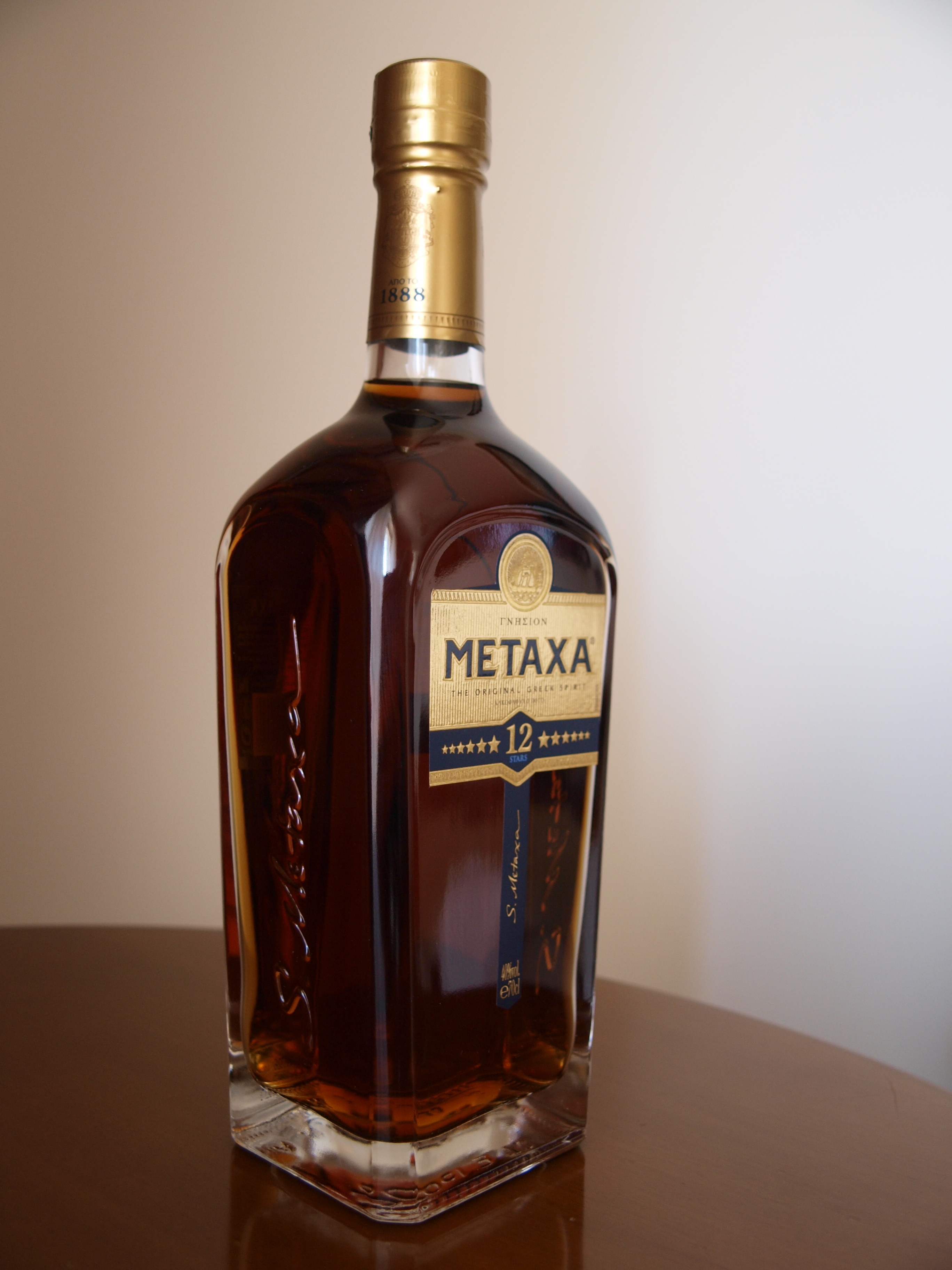
Een fles met twaalf jaar oude Metaxa met de kwaliteitsaanduiding 12 sterren.

Metaxa (Grieks: Μεταξά) is de merknaam van een Grieks wijndistillaat met een hoog alcoholpercentage. Het merk is sinds 2000 eigendom van het Franse bedrijf Rémy Cointreau.

## Ontstaan
In 1880 vestigde de wijnmaker Spyros (Spyridon) Metaxas (Grieks: Σπύρος (Σπυρίδων) Μεταξάς) zich in Piraeus en verwierf enkele wijngaarden op Attica. Na enige tijd experimenteren begon Metaxas met zijn broer Elias (Ηλίας) in 1888 met de verkoop van een wijnbrand onder hun achternaam Metaxa. Zij hadden de machinerie van een oude distilleerderij in Piraeus opgekocht. Dit resulteerde uiteindelijk na toetreding van nog een broer, Alexandros (Αλέξανδρος), in de onderneming Εργοστασιο κονιακ Σ.&Η.&Α. ΜΕΤΑΧΑ. (Cognacfabriek S.&I.&A. METAXA)
Het procedé is heden ten dage nog altijd hetzelfde. Het most van de Savatiano-, de Sultanina- en de Korinthiakidruif wordt gemengd en daarna tweemaal gedistilleerd. Het alcoholpercentage ligt dan tussen de 80 en 85.
Hierna wordt het distillaat minstens drie jaar bewaard in grote limousin eikenhouten vaten. Tijdens de bewaarperiode verdampt een kleine hoeveelheid alcohol, dit wordt door de keldermeester de tol aan de engelen genoemd. Hierna wordt het distillaat gemengd met een muskaatwijn die op Samos en Limnos gemaakt wordt. Dit mengsel wordt langs rozenblaadjes en diverse kruiden geleid en met gedistilleerd water aangelengd. De samenstelling van de kruiden is bedrijfsgeheim. Na een periode van enkele maanden bij lage temperatuur te zijn bewaard, wordt de Metaxa gefilterd en gebotteld. Het alcoholgehalte bedraagt dan minstens 38%.
Als bedrijfslogo werd een antieke munt gekozen die tijdens de bouw van de eerste fabriek zou zijn gevonden en waarop een krijger staat afgebeeld die op een boot staat met een uil op de boeg. In 1890 opende Metaxa in Odessa een tweede destilleerderij. De wijnbrand Metaxa won een gouden medaille tijdens de wereldtentoonstelling te Bremen in 1895. De drank werd populair onder de hoge adel in vele landen waaronder het hof van Servië en het hof van koning George I van Griekenland. Ook sultan Abdülhamit waardeerde Metaxa bijzonder, waardoor Metaxa op de Turkse markt kwam. In 1915 won Metaxa een grote prijs op de Internationale Tentoonstelling van San Francisco.
In 1968 werd de fabriek verplaatst naar Kifisia, een voorstad van Athene. Sinds 1989 is het merk Metaxa niet meer in handen van de familie Metaxa, en in 2000 werd het bedrijf opgekocht door het Franse drankconcern Remy Cointreau.

## Kwaliteitsaanduiding
Het aantal jaren dat de Metaxa op Franse eiken vaten gerijpt is staat niet op de fles. De sterren staan voor het receptuur welke men gebruikt heeft. 

### Types
- De Metaxa met drie sterren.
- De bekendste Metaxa is de vijf sterren Metaxa, de oorspronkelijke Metaxa die Spyros Metaxa in 1888 ontwikkelde.
- Metaxa met zeven sterren.
- Metaxa met twaalf sterren.
- Metaxa master’s private reserve.
- Metaxa AEN.[1]

## Overig
Uit de nalatenschap van Angelo Metaxas, die overleed in 1954, werd het Metaxa kankerziekenhuis in Piraeus gebouwd wat op 17 november 1967 geopend is.